# Stazione di Hagoromo
La stazione di Hagoromo (羽衣駅?, Hagoromo-eki) è la principale stazione ferroviaria della città giapponese di Takaishi, nella prefettura di Osaka, appartenente alle Ferrovie Nankai. È situata nel quartiere di Hagoromo-ku nella città di Takaishi della prefettura di Osaka in Giappone, e servita dalla linea principale e dalla linea Takashinohama delle ferrovie Nankai. Presso questo scalo fermano quasi tutti i tipi di treni.
Nelle vicinanze della stazione è presente la stazione di Higashi-Hagoromo, sulla diramazione Hagoromo della linea Hanwa della JR West.

## Linee e servizi
Ferrovie Nankai
● Linea principale Nankai
● Linea Nankai Takashinohama

## Struttura
La stazione è dotata di due marciapiedi laterali e tre binari, di cui due passanti e uno tronco, per la linea Takashinohama. Al momento il fabbricato è costituito da una struttura temporanea in attesa dei lavori di sopraelevazione del fabbricato.
| 1 | ● Linea principale Nankai    | per Kishiwada, Izumisano, Kansai Aeroporto e Wakayamashi |
| 2 | ● Linea principale Nankai    | per Tengachaya e Namba                                   |
| 3 | ● Linea Nankai Takashinohama | per Takashinohama                                        |

## Stazioni adiacenti
| «                       | Servizio                                   | »                       |
| Linea Nankai principale | Linea Nankai principale                    | Linea Nankai principale |
| ----------------------- | ------------------------------------------ | ----------------------- |
| Hamaderakōen            | Locale                                     | Takaishi                |
| Hamaderakōen            | ← Semiespresso ←                           | Takaishi                |
| Sakai                   | Espresso Esp. aeroporto Espresso sezionale | Izumiōtsu               |
| Transito                | Esp. lim. Southern Esp. lim. Rapi:t β      | Transito                |